# Giải vô địch bóng đá thế giới 2010 (Bảng F)
Dưới đây là thông tin chi tiết về các trận đấu trong khuôn khổ bảng F - Giải vô địch bóng đá thế giới 2010, là một trong tám bảng đấu thuộc World Cup 2010. Trận đầu tiên của bảng diễn ra vào ngày 14 tháng 6 năm 2010, và hai trận đấu cuối cùng được đá vào ngày 24 tháng 6. Bảng đấu quy tụ đương kim vô địch thế giới là tuyển Ý; cùng các đội tuyển Paraguay, New Zealand và Slovakia. Đội Ý trước đây đã từng gặp đội Paraguay một lần trong lịch sử các kỳ World Cup tại giải năm 1950.
Đội đứng đầu bảng này sẽ gặp đội nhì bảng E, và ngược lại đội nhì bảng này sẽ gặp đội nhất bảng E.
| Đội         | Pld | W | D | L | GF | GA | GD | Pts |
| ----------- | --- | - | - | - | -- | -- | -- | --- |
| Paraguay    | 3   | 1 | 2 | 0 | 3  | 1  | +2 | 5   |
| Slovakia    | 3   | 1 | 1 | 1 | 4  | 5  | -1 | 4   |
| New Zealand | 3   | 0 | 3 | 0 | 2  | 2  | 0  | 3   |
| Ý           | 3   | 0 | 2 | 1 | 4  | 5  | −1 | 2   |

## Ý v Paraguay
| Ý            | 1–1      | Paraguay    |
| ------------ | -------- | ----------- |
| De Rossi 63' | Chi tiết | Alcaraz 39' |

| Ý | Paraguay |

| GK                      | 1  | Gianluigi Buffon    |     | 46' |
| RB                      | 19 | Gianluca Zambrotta  |     |     |
| CB                      | 5  | Fabio Cannavaro (c) |     |     |
| CB                      | 4  | Giorgio Chiellini   |     |     |
| LB                      | 3  | Domenico Criscito   |     |     |
| DM                      | 6  | Daniele de Rossi    |     |     |
| DM                      | 22 | Riccardo Montolivo  |     |     |
| CM                      | 15 | Claudio Marchisio   |     | 59' |
| RW                      | 7  | Simone Pepe         |     |     |
| LW                      | 9  | Vincenzo Iaquinta   |     |     |
| CF                      | 11 | Alberto Gilardino   |     | 72' |
| Vào thay người:         |    |                     |     |     |
| GK                      | 12 | Federico Marchetti  |     | 46' |
| MF                      | 16 | Mauro Camoranesi    | 70' | 59' |
| FW                      | 10 | Antonio Di Natale   |     | 72' |
| Huấn luyện viên trưởng: |    |                     |     |     |
| Marcello Lippi          |    |                     |     |     |

| GK                      | 1  | Justo Villar (c) |     |     |
| RB                      | 6  | Carlos Bonet     |     |     |
| CB                      | 21 | Antolín Alcaraz  |     |     |
| CB                      | 14 | Paulo da Silva   |     |     |
| LB                      | 3  | Claudio Morel    |     |     |
| DM                      | 15 | Víctor Cáceres   | 62' |     |
| RM                      | 13 | Enrique Vera     |     |     |
| CM                      | 16 | Cristian Riveros |     |     |
| LM                      | 17 | Aureliano Torres |     | 60' |
| SS                      | 18 | Nelson Valdez    |     | 68' |
| CF                      | 19 | Lucas Barrios    |     | 76' |
| Vào thay người:         |    |                  |     |     |
| MF                      | 11 | Jonathan Santana |     | 60' |
| FW                      | 9  | Roque Santa Cruz |     | 68' |
| FW                      | 7  | Oscar Cardozo    |     | 76' |
| Huấn luyện viên trưởng: |    |                  |     |     |
| Gerardo Martino         |    |                  |     |     |

| Cầu thủ xuất sắc nhất trận: Antolín Alcaraz (Paraguay) Trợ lý trọng tài: Héctor Vergara (Canada) Marvin Torrentera (México) Trọng tài bàn: Joel Aguilar (El Salvador) |

## New Zealand v Slovakia
| New Zealand | 1–1      | Slovakia   |
| ----------- | -------- | ---------- |
| Reid 90+3'  | Chi tiết | Vittek 50' |

| New Zealand | Slovakia |

| GK                      | 1  | Mark Paston     |       |     |
| RCB                     | 4  | Winston Reid    | 90+3' |     |
| CB                      | 6  | Ryan Nelsen (c) |       |     |
| LCB                     | 19 | Tommy Smith     |       |     |
| RM                      | 11 | Leo Bertos      |       |     |
| CM                      | 7  | Simon Elliott   |       |     |
| CM                      | 5  | Ivan Vicelich   |       | 78' |
| LM                      | 3  | Tony Lochhead   | 42'   |     |
| RW                      | 14 | Rory Fallon     |       |     |
| LW                      | 10 | Chris Killen    |       | 72' |
| CF                      | 9  | Shane Smeltz    |       |     |
| Vào thay người:         |    |                 |       |     |
| FW                      | 20 | Chris Wood      |       | 72' |
| MF                      | 21 | Jeremy Christie |       | 78' |
| Huấn luyện viên trưởng: |    |                 |       |     |
| Ricki Herbert           |    |                 |       |     |

| GK                      | 1  | Ján Mucha         |     |       |
| RB                      | 5  | Radoslav Zabavník |     |       |
| CB                      | 16 | Ján Ďurica        |     |       |
| CB                      | 3  | Martin Škrtel     |     |       |
| LB                      | 4  | Marek Čech        |     |       |
| DM                      | 6  | Zdeno Štrba       | 55' |       |
| RM                      | 7  | Vladimír Weiss    |     | 90+1' |
| CM                      | 9  | Stanislav Šesták  |     | 81'   |
| LM                      | 17 | Marek Hamšík (c)  |     |       |
| CF                      | 11 | Róbert Vittek     |     | 84'   |
| CF                      | 18 | Erik Jendrišek    |     |       |
| Vào thay người:         |    |                   |     |       |
| FW                      | 13 | Filip Hološko     |     | 81'   |
| MF                      | 15 | Miroslav Stoch    |     | 84'   |
| MF                      | 19 | Juraj Kucka       |     | 90+1' |
| Huấn luyện viên trưởng: |    |                   |     |       |
| Vladimír Weiss          |    |                   |     |       |

| Cầu thủ xuất sắc nhất trận: Róbert Vittek (Slovakia) Trợ lý trọng tài: Celestin Ntagungira (Rwanda) Enock Molefe (Nam Phi) Trọng tài bàn: Ravshan Irmatov (Uzbekistan) |

## Slovakia v Paraguay
| Slovakia | 0–2      | Paraguay               |
| -------- | -------- | ---------------------- |
|          | Chi tiết | Vera 27' · Riveros 86' |

| Slovakia | Paraguay |

| GK                      | 1  | Ján Mucha        |     |     |
| RB                      | 2  | Peter Pekarík    |     |     |
| CB                      | 3  | Martin Škrtel    |     |     |
| CB                      | 21 | Kornel Saláta    |     | 83' |
| LB                      | 16 | Ján Ďurica       | 42' |     |
| DM                      | 6  | Zdeno Štrba      |     |     |
| CM                      | 17 | Marek Hamšík (c) |     |     |
| RW                      | 9  | Stanislav Šesták | 47' | 70' |
| LW                      | 7  | Vladimír Weiss   | 84' |     |
| SS                      | 8  | Ján Kozák        |     |     |
| CF                      | 11 | Róbert Vittek    |     |     |
| Vào thay người:         |    |                  |     |     |
| FW                      | 13 | Filip Hološko    |     | 70' |
| MF                      | 15 | Miroslav Stoch   |     | 83' |
| Huấn luyện viên trưởng: |    |                  |     |     |
| Vladimír Weiss          |    |                  |     |     |

| GK                      | 1  | Justo Villar (c) |     |     |
| RB                      | 6  | Carlos Bonet     |     |     |
| CB                      | 14 | Paulo da Silva   |     |     |
| CB                      | 21 | Antolín Alcaraz  |     |     |
| LB                      | 3  | Claudio Morel    |     |     |
| DM                      | 15 | Víctor Cáceres   |     |     |
| CM                      | 13 | Enrique Vera     | 45' | 88' |
| CM                      | 16 | Cristian Riveros |     |     |
| AM                      | 18 | Nelson Valdez    |     | 68' |
| SS                      | 9  | Roque Santa Cruz |     |     |
| CF                      | 19 | Lucas Barrios    |     | 82' |
| Vào thay người:         |    |                  |     |     |
| DF                      | 17 | Aureliano Torres |     | 68' |
| FW                      | 7  | Óscar Cardozo    |     | 82' |
| MF                      | 8  | Édgar Barreto    |     | 88' |
| Huấn luyện viên trưởng: |    |                  |     |     |
| Gerardo Martino         |    |                  |     |     |

| Cầu thủ xuất sắc nhất trận: Enrique Vera (Paraguay) Trợ lý trọng tài: Evarist Menkouande (Cameroon) Bechir Hassani (Tunisia) Trọng tài bàn: Joel Aguilar (El Salvador) |

## Ý v New Zealand
| Ý                    | 1–1      | New Zealand |
| -------------------- | -------- | ----------- |
| Iaquinta 29' (ph.đ.) | Chi tiết | Smeltz 7'   |

| Ý | New Zealand |

| GK                      | 12 | Federico Marchetti  |  |     |
| RB                      | 19 | Gianluca Zambrotta  |  |     |
| CB                      | 5  | Fabio Cannavaro (c) |  |     |
| CB                      | 4  | Giorgio Chiellini   |  |     |
| LB                      | 3  | Domenico Criscito   |  |     |
| DM                      | 6  | Daniele De Rossi    |  |     |
| DM                      | 22 | Riccardo Montolivo  |  |     |
| CM                      | 15 | Claudio Marchisio   |  | 61' |
| RW                      | 7  | Simone Pepe         |  | 46' |
| LW                      | 9  | Vincenzo Iaquinta   |  |     |
| CF                      | 11 | Alberto Gilardino   |  | 46' |
| Vào thay người:         |    |                     |  |     |
| MF                      | 16 | Mauro Camoranesi    |  | 46' |
| FW                      | 10 | Antonio Di Natale   |  | 46' |
| FW                      | 20 | Giampaolo Pazzini   |  | 61' |
| Huấn luyện viên trưởng: |    |                     |  |     |
| Marcello Lippi          |    |                     |  |     |

| GK                      | 1  | Mark Paston     |     |       |
| RB                      | 4  | Winston Reid    |     |       |
| CB                      | 6  | Ryan Nelsen (c) | 87' |       |
| CB                      | 5  | Ivan Vicelich   |     | 81'   |
| LB                      | 19 | Tommy Smith     | 28' |       |
| RM                      | 11 | Leo Bertos      |     |       |
| CM                      | 7  | Simon Elliott   |     |       |
| LM                      | 3  | Tony Lochhead   |     |       |
| RW                      | 14 | Rory Fallon     | 14' | 63'   |
| LW                      | 10 | Chris Killen    |     | 90+3' |
| CF                      | 9  | Shane Smeltz    |     |       |
| Vào thay người:         |    |                 |     |       |
| FW                      | 20 | Chris Wood      |     | 63'   |
| MF                      | 21 | Jeremy Christie |     | 81'   |
| MF                      | 13 | Andrew Barron   |     | 90+3' |
| Huấn luyện viên trưởng: |    |                 |     |       |
| Ricki Herbert           |    |                 |     |       |

| Cầu thủ xuất sắc nhất trận: Daniele De Rossi (Ý) Trợ lý trọng tài: Leonel Leal (Costa Rica) Carlos Pastrana (Honduras) Trọng tài bàn: Koman Coulibaly (Mali) |

## Slovakia v Ý
| Slovakia                      | 3–2      | Ý                                  |
| ----------------------------- | -------- | ---------------------------------- |
| Vittek 25', 73' · Kopúnek 89' | Chi tiết | Di Natale 81' · Quagliarella 90+2' |

| Slovakia | Ý |

| GK                      | 1  | Ján Mucha         | 82' |       |
| RB                      | 2  | Peter Pekarík     | 50' |       |
| CB                      | 3  | Martin Škrtel     |     |       |
| CB                      | 16 | Ján Ďurica        |     |       |
| LB                      | 5  | Radoslav Zabavník |     |       |
| DM                      | 6  | Zdeno Štrba       | 16' | 87'   |
| DM                      | 19 | Juraj Kucka       |     |       |
| RM                      | 17 | Marek Hamšík (c)  |     |       |
| LM                      | 15 | Miroslav Stoch    |     |       |
| SS                      | 11 | Róbert Vittek     | 40' | 90+2' |
| CF                      | 18 | Erik Jendrišek    |     | 90+4' |
| Vào thay người:         |    |                   |     |       |
| MF                      | 20 | Kamil Kopúnek     |     | 87'   |
| MF                      | 9  | Stanislav Šesták  |     | 90+2' |
| DF                      | 22 | Martin Petráš     |     | 90+4' |
| Huấn luyện viên trưởng: |    |                   |     |       |
| Vladimír Weiss          |    |                   |     |       |

| GK                      | 12 | Federico Marchetti  |     |     |
| RB                      | 19 | Gianluca Zambrotta  |     |     |
| CB                      | 5  | Fabio Cannavaro (c) | 31' |     |
| CB                      | 4  | Giorgio Chiellini   | 67' |     |
| LB                      | 3  | Domenico Criscito   |     | 46' |
| DM                      | 6  | Daniele De Rossi    |     |     |
| CM                      | 8  | Gennaro Gattuso     |     | 46' |
| CM                      | 22 | Riccardo Montolivo  |     | 56' |
| RW                      | 7  | Simone Pepe         | 76' |     |
| LW                      | 10 | Antonio Di Natale   |     |     |
| CF                      | 9  | Vincenzo Iaquinta   |     |     |
| Vào thay người:         |    |                     |     |     |
| DF                      | 2  | Christian Maggio    |     | 46' |
| FW                      | 18 | Fabio Quagliarella  | 83' | 46' |
| MF                      | 21 | Andrea Pirlo        |     | 56' |
| Huấn luyện viên trưởng: |    |                     |     |     |
| Marcello Lippi          |    |                     |     |     |

| Cầu thủ xuất sắc nhất trận: Róbert Vittek (Slovakia) Trợ lý trọng tài: Darren Cann (Anh) Michael Mullarkey (Hà Lan) Trọng tài bàn: Stéphane Lannoy (Pháp) |

## Paraguay v New Zealand
| Paraguay | 0–0      | New Zealand |
| -------- | -------- | ----------- |
|          | Chi tiết |             |

| Paraguay | New Zealand |

| GK                      | 1  | Justo Villar     |     |     |
| RB                      | 4  | Denis Caniza (c) |     |     |
| CB                      | 5  | Julio Cáceres    |     |     |
| CB                      | 14 | Paulo da Silva   |     |     |
| LB                      | 3  | Claudio Morel    |     |     |
| DM                      | 15 | Víctor Cáceres   | 10' |     |
| CM                      | 16 | Cristian Riveros |     |     |
| CM                      | 13 | Enrique Vera     |     |     |
| SS                      | 9  | Roque Santa Cruz | 41' |     |
| SS                      | 18 | Nelson Valdez    |     | 67' |
| CF                      | 7  | Óscar Cardozo    |     | 66' |
| Vào thay người:         |    |                  |     |     |
| FW                      | 19 | Lucas Barrios    |     | 66' |
| FW                      | 10 | Édgar Benítez    |     | 67' |
| Huấn luyện viên trưởng: |    |                  |     |     |
| Gerardo Martino         |    |                  |     |     |

| GK                      | 1  | Mark Paston     |     |     |
| RB                      | 4  | Winston Reid    |     |     |
| CB                      | 6  | Ryan Nelsen (c) | 56' |     |
| LB                      | 19 | Tommy Smith     |     |     |
| DM                      | 7  | Simon Elliott   |     |     |
| DM                      | 5  | Ivan Vicelich   |     |     |
| RM                      | 11 | Leo Bertos      |     |     |
| LM                      | 3  | Tony Lochhead   |     |     |
| SS                      | 10 | Chris Killen    |     | 79' |
| SS                      | 9  | Shane Smeltz    |     |     |
| CF                      | 14 | Rory Fallon     |     | 69' |
| Vào thay người:         |    |                 |     |     |
| FW                      | 20 | Chris Wood      |     | 69' |
| MF                      | 22 | Jeremy Brockie  |     | 79' |
| Huấn luyện viên trưởng: |    |                 |     |     |
| Ricki Herbert           |    |                 |     |     |

| Cầu thủ xuất sắc nhất trận: Roque Santa Cruz (Paraguay) Trợ lý trọng tài: Toru Sagara (Nhật Bản) Jeong Hae-Sang (Hàn Quốc) Trọng tài bàn: Koman Coulibaly (Mali) |